# Dana Glöss
Pour les articles homonymes, voir Gloss.
Dana Glöss, née le 14 décembre 1982 à Werdau, est une coureuse cycliste professionnelle allemande.

## Palmarès sur piste

### Championnats du monde
- Manchester 2008
  -  Médaillée de bronze de la vitesse par équipes (avec Miriam Welte)

### Coupe du monde
- 2006-2007
  - 2e de la vitesse par équipes à Sydney (avec Jane Gerisch)
  - 2e de la vitesse par équipes à Moscou (avec Christin Muche)
  - 3e du keirin à Sydney
  - 3e du keirin à Moscou
- 2007-2008
  - 3e du keirin à Cophenhague
- 2009-2010
  - 3e de la vitesse par équipes à Manchester (avec Miriam Welte)

### Championnats d'Allemagne
- 2003
  - 2e du keirin
- 2004
  -  Championne d'Allemagne du 500 mètres
  - 2e du keirin
- 2005
  -  Championne d'Allemagne du 500 mètres
  - 2e de la vitesse individuelle
  - 3e du keirin
- 2006
  -  Championne d'Allemagne de la vitesse individuelle
  - 3e du keirin
- 2007
  -  Championne d'Allemagne de la vitesse individuelle
  - 2e du keirin
  - 2e du 500 mètres
- 2009
  -  Championne d'Allemagne de la vitesse individuelle
  - 2e du keirin
  - 3e du 500 mètres

## Autre
- 2008
  - 3e du GP Allemagne en vitesse